# Kalínino (Kubànskaia Step)
|  | Per a altres significats, vegeu «Kalínino». |

Kalínino - Калинино (rus) és un poble del krai de Krasnodar, a Rússia. Es troba a la vora dreta del riu Sukhoi Txelbas, afluent del riu Sredni Txelbas, tributari del Txelbas. És a 20 km al sud-oest de Kanevskaia i a 104 km al nord de Krasnodar. Pertany al possiólok de Kubànskaia Step.